# Cho Ro
I Cho Ro sono un gruppo etnico del Vietnam la cui popolazione è stimata in circa 22.567 individui (censimento del 1999).
I Cho Ro sono presenti essenzialmente nella provincia di Dong Nai, mentre un sottogruppo, denominato Tamun, vive nelle province di Tay Ninh e Binh Long. I nomi alternativi per i Cho Ro sono: Chauro, Choro, Ro, Tamun. Il nome Cho Ro significa letteralmente "abitante delle montagne". 
La religione predominante è il Cristianesimo.

## Lingua
I Cho Ro parlano una propria lingua, la lingua Chrau, i cui principali dialetti sono il Jro, il Dor (Doro), il Prang, il Mro, il Voqtwaq, il Vajieng, il Chalah, il Chalun e il Tamun. Quasi tutti i componenti di questo gruppo etnico usano il vietnamita come seconda lingua mentre il Chrau è trasmesso di generazione in generazione attraverso racconti orali prettamente di stampo religioso. Il Chrau ha anche una forma scritta ma sono in pochi coloro che sono capaci di usarla.

## Riferimento
- Elenco etnie ufficialmente riconosciute (elenco presente sul sito del COCI vietnamita, una commissione governativa ufficiale creata dal Ministero della Cultura e dell'Informazione